# Терминатор (фильм)
«Термина́тор» (англ. The Terminator) — американский научно-фантастический боевик 1984 года, второй полнометражный фильм режиссёра Джеймса Кэмерона. Сценарий был написан Кэмероном в соавторстве с Гейл Энн Хёрд, которая также выступила в качестве продюсера. В нём Арнольд Шварценеггер играет Терминатора, кибернетического убийцу, отправленного в прошлое из 2029 в 1984 год, чтобы убить Сару Коннор (Линда Хэмилтон), чей ещё нерождённый сын однажды спасёт человечество от уничтожения Скайнетом, враждебным искусственным интеллектом, существующим в постапокалиптическом будущем. Кайл Риз (Майкл Бин) — солдат, отправленный в прошлое, чтобы защитить Сару. Авторство сценария принадлежит Кэмерону и Хёрд, а соавтор Уильям Вишер-младший был отмечен как «дополнительный диалог».
Кэмерон придумал сюжет фильма на основе лихорадочного сна, который он пережил во время выхода своего первого фильма «Пиранья 2: Нерест» (1982) в Риме, и разработал концепцию в сотрудничестве с Вишером. Он продал права на проект коллеге-выпускнице New World Pictures Хёрд при условии, что она будет продюсировать фильм только в том случае, если он станет его режиссёром; в конечном итоге Хёрд заключила дистрибьюторский контракт с Orion Pictures, в то время как исполнительные продюсеры Джон Дейли и Дерек Гибсон из Hemdale Film Corporation сыграли важную роль в организации финансирования и производства фильма. Первоначально Orion предложил Шварценеггеру роль Риза, но тот согласился сыграть заглавного персонажа после того, как подружился с Кэмероном. Съёмки, которые проходили в основном ночью на натуре в Лос-Анджелесе, были отложены из-за обязательств Шварценеггера по фильму «Конан-разрушитель» (1984), во время которых Кэмерон нашёл время поработать над сценариями «Рэмбо: Первая кровь 2» (1985) и «Чужие» (1986). Спецэффекты фильма, включавшие миниатюры и покадровую анимацию, были созданы командой художников во главе со Стэном Уинстоном и Джином Уорреном-младшим.
Вопреки низким ожиданиям перед релизом, «Терминатор» в течение двух недель возглавлял кассовые сборы в Соединённых Штатах, собрав в итоге 78,3 миллиона долларов при скромном бюджете в 6,4 миллиона. Считается, что именно с этого фильма началась кинокарьера Кэмерона и укрепился статус Шварценеггера как исполнителя главной роли. Успех фильма привел к созданию франшизы, состоящей из нескольких продолжений, телесериала, комиксов, романов и видеоигр. В 2008 году «Терминатор» был отобран Библиотекой Конгресса для сохранения в Национальном реестре фильмов Соединённых Штатов.
Благодаря фильму слово «терминатор» (в переводе на русский язык близкое по значению — «уничтожитель») превратилось в нарицательное, а фраза Арнольда Шварценеггера «I’ll be back» (с англ. — «Я вернусь») вошла в число самых известных киноцитат.

## Сюжет
2029 год, мрачное будущее, идёт война человечества и цивилизации машин. Действие переносится в настоящее — 1984 год. Ночью где-то в Лос-Анджелесе водитель мусоровоза видит необъяснимые скачки молний, сплетаясь они образуют сферу из которой появляется обнажённый мужчина — Терминатор. Терминатор встречает троих панков и требует отдать ему одежду. Панки поднимают его на смех, сменяющийся агрессией. Один из них вонзает нож в Терминатора, но тот убивает хулигана. Из другой вспышки появляется ещё один голый мужчина — Кайл Риз и обращает на себя внимание полицейского патруля. Убегая от патрульных, Риз отнимает у бомжа штаны, крадёт плащ и кроссовки из магазина, забирает дробовик из полицейского автомобиля, после чего отправляется искать телефонную будку. Из телефонного справочника в будке он узнаёт адрес Сары Коннор.
Терминатор приходит в оружейный магазин, набирает себе оружия и, не расплатившись, убивает продавца. Он также находит телефонную будку и справочник, и запоминает адреса всех женщин по имени Сара Коннор. Он отправляется к первой женщине из списка по имени Сара Энн Коннор и расстреливает её. Тем временем Сара Коннор, девятнадцатилетняя студентка колледжа, снимающая квартиру на пару с подругой по имени Джинджер, отправляется в кафе, где подрабатывает официанткой. Она узнаёт об убийстве Сары Энн Коннор.
Детектив Вукович из полиции Лос-Анджелеса приходит к своему начальнику лейтенанту Элу Тракслеру и показывает ему донесения об убийстве двух женщин по имени Сара Коннор. Сара отправляется в кино, позволяя Джинджер уединиться дома с любовником. По телевизору в баре она узнаёт о гибели очередной Сары Коннор. Она замечает Кайла Риза, следящего за ней, и заходит в первый попавшийся оживлённый ночной клуб. Сара звонит Джинджер, чтобы её предупредить, но та не слышит звонка из-за музыки в наушниках. Сара дозванивается до лейтенанта Тракслера, он советует ей остаться в публичном месте и отправляет за ней машину. Терминатор направляется по адресу Сары и убивает Джинджер и её любовника. Услышав на автоответчике посланное Сарой сообщение, что та скрывается в клубе, Терминатор обыскивает дом и находит фото Сары Коннор. Получив нужную информацию, Терминатор отправляется в клуб.
Киборг находит Сару и наводит на неё пистолет, но подоспевший Кайл разряжает в него ружьё и убеждает перепуганную Сару следовать за ним. Сара видит, как сражённый выстрелами Терминатор медленно поднимается. Она убегает с Кайлом. Похитив автомобиль, Кайл с Сарой убегают от Терминатора и укрываются в гараже. Риз рассказывает, что Терминатор — киборг, покрытый живой плотью, получивший приказ уничтожить Сару. Они оба прибыли из будущего, которое может наступить через 40 лет. В будущем наступит ядерная война, всё, что окружает Сару, будет сметено. Новейший оборонный компьютер, став самостоятельным, решил уничтожить людей. Роботы загнали немногих выживших людей в лагеря. Однако появился человек по имени Джон Коннор, будущий сын Сары Коннор. Он сплотил людей и научил их сражаться. Цель Терминатора — уничтожить Сару, чтобы она не родила Джона. Кайл не успевает закончить свой рассказ, Терминатор находит их. Кайлу удаётся оторваться от киборга, но подоспевшие патрульные окружают и арестовывают его.
На допросе Кайл рассказывает полицейским, что является бойцом Сопротивления человечества из 2029 года. Сопротивление победило цивилизацию роботов и нашло машину времени, с помощью которой роботы успели отправить в прошлое Терминатора. Полицейский психиатр доктор Силберман принимает его за сумасшедшего, хотя и замечает отсутствие противоречий в повествовании Кайла, что нетипично для психбольных.
Терминатор приходит в полицейский участок и представляется другом Сары Коннор, но ему отвечают, что она на допросе. Терминатор произносит «Я вернусь». Через считанные секунды он на машине въезжает прямо в участок и обыскивает его, убивая полицейских. Тракслер и Вукович погибают. Кайл, воспользовавшись суматохой, разоружает своего стражника, освобождается и сбегает из разрушенного участка вместе с Сарой.
Сара звонит домой матери, не зная, что с ней разговаривает Терминатор. Он немедленно отправляется в мотель, где остановились герои. Кайл признаётся Саре, что сам вызвался отправиться в прошлое, потому что был влюблён в неё с тех пор, как увидел её фотографию, переданную ему Джоном Коннором. Сара, безмерно тронутая отвагой Кайла, отвечает взаимностью на его чувства и проводит с ним ночь, зачиная ребёнка. Так замыкается петля времени: без Кайла Джон Коннор никогда не появился бы на свет. Услышав лай собак, Кайл и Сара спасаются бегством. Кайл бросает в преследующего их киборга самодельные бомбы, но Терминатор ранит его очередью. Сара сбивает мотоцикл Терминатора, тот попадает под колёса грузовика-бензовоза, машина Кайла и Сары также опрокидывается. Терминатор захватывает бензовоз и едет за ними, но Кайлу удаётся взорвать бензовоз бомбой. Из полыхающей машины выходит Терминатор: человеческая плоть сгорела, обнажив эндоскелет. Герои укрываются на заводе компании «Кибердайн Системз».
Терминатор нагоняет героев. Раненый Кайл бросается на киборга с трубой, пытаясь выиграть время для бегства Сары. Терминатор выбивает трубу из его рук и готовится прикончить противника, но тот засовывает бомбу ему в ногу. Взрыв отрывает роботу ноги, но он спешит за уползающей от него Сарой, тяжело раненой в бедро осколком. Ей удаётся заманить робота под гидравлический пресс и включить его, когда Терминатор почти достаёт её.
Медики заносят Сару в карету «Скорой помощи», она плачет, видя как труп Риза пакуют в мешок. Работники «Кибердайн Системз» находят повреждённый процессор Терминатора, который станет основой для сети «Скайнет». Спустя некоторое время беременная Сара заезжает на заправку в некой латиноамериканской стране. Она записывает на диктофон рассказ о Кайле для ещё не рождённого Джона. Местный мальчик фотографирует её на полароид. Это тот самый снимок, который Джон Коннор передаст Кайлу. Мальчик предупреждает её о приближении бури, на что Сара отвечает «Я знаю», имея в виду грядущую войну.

## В ролях
| Актёр                | Роль                                                |
| -------------------- | --------------------------------------------------- |
| Арнольд Шварценеггер | Терминатор                                          |
| Майкл Бин            | Кайл Риз                                            |
| Линда Хэмилтон       | Сара Коннор                                         |
| Пол Уинфилд          | лейтенант полиции Эд Трэкслер                       |
| Лэнс Хенриксен       | детектив Хэл Вукович                                |
| Эрл Боэн             | доктор, психиатр на службе полиции Питер Зильберман |
| Бесс Мотта           | подруга Сары Джинджер Вентура                       |
| Рик Россович         | Мэтт Бьюкенан                                       |
| Дик Миллер           | продавец в оружейном магазине                       |
| Франко Коломбо       | терминатор во сне Кайла                             |
| Билл Пэкстон         | панк                                                |
| Брайан Томпсон       | панк                                                |
| Уильям Вишер         | полицейский автомашины «L-19»                       |

## Производство

### Предыстория
В 1981 году в Риме, заканчивая работу над своим первым крупным фильмом «Пираньи-2», Кэмерон заболел лихорадкой. В бреду он увидел человека с красным глазом, преследовавшего девушку. Сценарий написал в 1982 году в соавторстве с Гэйл Энн Хёрд. Найти финансирование долго не удавалось, крупные кинокомпании отказались браться за проект. В итоге сценарий был продан за символическую цену в один доллар начинающему продюсеру Гэйл Энн Хёрд (будущей второй жене Кэмерона).
Кэмерон рассказывал, что на сюжет фильма оказали влияние несколько научно-фантастических фильмов 1950-х годов, а также сериал «За гранью возможного». Со стороны представителей Orion Pictures поступило предложение внедрить в сюжет собаку-киборга, которая должна была сопровождать Кайла Риза, однако Кэмерон отверг этот вариант.
Уже тогда у Кэмерона возник замысел о роботе из жидкого металла, способном изменять свою форму в зависимости от обстоятельств, а действие фильма должно было целиком происходить в будущем. Но с одной стороны, в середине 1980-х спецэффекты ещё не достигли необходимого уровня, а с другой — у проекта был весьма скромный бюджет (изначально он составлял 4 млн долларов, затем был увеличен до 6,4 млн). Поэтому режиссёру пришлось перенести место действия фильма из будущего в настоящее и отказаться от идеи использования «жидкого» терминатора. Эта идея была реализована во втором фильме.

### Подбор актёров
Вначале Кэмерон полагал, что Терминатор должен выглядеть как человек стандартной комплекции, чтобы не выделяться в толпе, и роль предназначалась актёру психологических триллеров Лэнсу Хенриксену. Джеймс Кэмерон даже создал несколько набросков, показывающих Терминатора с внешностью Хенриксена. Однако в силу ряда обстоятельств, описанных ниже, и по настоянию продюсеров роль Терминатора сыграл Арнольд Шварценеггер.
Впоследствии Кэмерон вспоминал:

Арнольд Шварценеггер не подходил на роль нашего Терминатора. Предполагалось, что это робот-лазутчик, а если они все выглядят как Арнольд, то их просто невозможно не заметить в толпе. Это казалось полной бессмыслицей. Но прелесть кино именно в том, что ему не обязательно быть логичным. В нём лишь должно быть правдоподобие. Если происходящее на экране нравится публике, то её не волнует, насколько такое вероятно.
Оригинальный текст (англ.)Casting Arnold Schwarzenegger as our Terminator, on the other hand, shouldn't have worked. The guy is supposed to be an infiltration unit, and there's no way you wouldn't spot a Terminator in a crowd instantly if they all looked like Arnold. It made no sense whatsoever. But the beauty of movies is that they don't have to be logical. They just have to have plausibility. If there's a visceral, cinematic thing happening that the audience likes, they don't care if it goes against what's likely.

Одной из первых задач Кэмерона было найти исполнителя на роль Кайла Риза. Изначально предполагалось, что эта роль достанется Арнольду Шварценеггеру. Кинокомпания «Орион» хотела пригласить звезду с растущей в США популярностью, но которая бы уже отметилась и за рубежом. Один из основателей «Ориона» Майк Медавой повстречался с Арнольдом Шварценеггером и отправил к нему агента со сценарием для фильма «Терминатор».
У Кэмерона возникли сомнения в пригодности Шварценеггера для роли Риза, он полагал, что Терминатор должен быть физически погабаритнее Риза, к тому же выбор Шварценеггера затруднял бы поиск актёра на роль Терминатора — на эту роль хотели взять более внушительную актёрскую величину, чем на роль Риза, но Сильвестр Сталлоне и Мел Гибсон отказались, и требовалось найти нового актёра, что было бы сложно при Шварценеггере-Ризе. Студия рекомендовала спортивную знаменитость О. Дж. Симпсона, но Кэмерон посчитал, что Симпсон будет неправдоподобен в роли убийцы (из-за частого появления Симпсона в рекламных роликах продуктов здорового питания и закрепившегося за ним прозвища «The Juice», то есть «Сок»).
Кроме Симпсона, на роль киборга-убийцы пробовались актёр приключенческих фильмов Майкл Дуглас, а также актёр телесериалов Том Селлек. Последний был уже практически утверждён на роль Терминатора, но помешали кабальные условия уже подписанного им ранее контракта на съёмки в роли частного детектива Томаса Магнума, продюсеры сериала не позволили ему совместить две роли, так как посчитали, что это негативно отразится на героическом образе воплощаемого Селлеком положительного персонажа сериала, героя войны и защитника простых американцев.
Кэмерон согласился встретиться со Шварценеггером и провести с ним кинопробы на роль Риза, заранее решив, что откажет ему в роли. Но в ходе беседы Кэмерона позабавило то, что Шварценеггер стал рассказывать про роль Терминатора, объясняя как именно должен быть сыгран отрицательный персонаж. Кэмерон начал зарисовывать лицо Шварценеггера в свой блокнот и попросил Шварценеггера молчать и позировать. Вернувшись, Кэмерон заявил Джону Дэли, президенту Hemdale Film, что Шварценеггер не подходит для роли Риза, но «будет дьяволом в роли Терминатора». По словам режиссёра, ему пришлось долго уговаривать Шварценеггера, сопровождая свои слова обещаниями о том, что эта роль будет значительно расширена. Перед съёмками фильма Шварценеггер три месяца тренировался с оружием.
Терминатором стал Шварценеггер, а Лэнс Хенриксен исполнил небольшую роль детектива Вуковича. Впоследствии Кэмерон всё-таки снял Хенриксена в роли человекообразного робота — андроида Бишопа в фильме «Чужие». Друзья Шварценеггера были неприятно удивлены, полагая, будто роль терминатора поставит крест на его актёрской карьере. Однако эта злодейская роль, состоящая всего из 17 фраз, сделала его звездой мировой величины. Впечатляющий образ абсолютно безэмоционального робота стал классическим эталоном для кинематографа.
Арнольд Шварценеггер говорит в 18 сценах фильма. Своим голосом Арнольд говорит в 16 сценах, произнеся лишь 17 фраз и в общей сложности 65 слов. Также в одной сцене Терминатор говорит голосом офицера полиции, а в другой — голосом матери Сары.
Роль Терминатора, расстреливающего людей в подземном убежище в будущем, исполнил Франко Коломбо, двукратный обладатель титула «Мистер Олимпия», а также близкий друг Арнольда Шварценеггера.
Близкий друг Джеймса Кэмерона и соавтор сценария Уильям Вишер сыграл маленькую эпизодическую роль полицейского патрульной машины «L-19».
Персонаж Терминатора стал ключевым для сюжета фильма, одновременно дав ему название, но наибольшие споры возникли вокруг роли Кайла Риза.
После того, как Шварценеггер сменил роль, понадобилось опять искать актёра на роль Риза. Создатели фильма видели в этой роли певцов: Стинга (несмотря на британский акцент, далёкий от того лос-анджелесского говора, который требовался от персонажа по сценарию), но он отказался от предложенной ему роли и гонорара в размере 350 тыс. долларов, поскольку уже играл роль барона Фейд-Раута Харконнена в намного более крупнобюджетном голливудском блокбастере «Дюна» с участием звёзд первой величины; или Брюса Спрингстина. Также могли пригласить другие кандидатуры: Мэтт Диллон, Курт Рассел, Томми Ли Джонс, Микки Рурк, Майкл О'Киф, Скотт Гленн, Трит Уильямс, Кристофер Рив, Мел Гибсон (который по итогу не стал исполнителем ни роли Терминатора, ни роли Риза, хотя имел шанс сыграть любую из них, но отказался от обеих) и Брюс Уиллис. В конечном итоге роль Риза исполнил Майкл Бин, который мог не сыграть в этом фильме. Во время кастинга, на который актёр пришёл после другого прослушивания, где он должен был несколько часов говорить с южным акцентом, Майкл продолжил разговор с этим же акцентом. Продюсеры остались довольны игрой актёра, но его акцент их не устроил, о чём они и сказали агенту, который был удивлён, услышав про южный акцент. После повторного прослушивания Бина утвердили на роль.
Кроме того, на волне очередной политической кампании по защите прав животных продюсеры давили на Кэмерона, чтобы он добавил в сценарий Ризу собаку-компаньона («кибер-дога») вроде Лесси, от чего тот категорически отказался, а также, чтобы он «укрепил» отношения Риза с Сарой Коннор, сделав их более интимными и добавив одну-две постельные сцены, что Кэмерон после уговоров одобрил (в исходном варианте сценария Риз аскетично выполнял сугубо функции телохранителя, в новой версии сюжета стал отцом своего будущего командира).

### Съёмки
Основные съёмки проводились с 19 марта по июнь 1984 года. Начало съёмок фильма было отложено на девять месяцев из-за затянувшегося производственного процесса «Конана-разрушителя» (1984), в котором Арнольд Шварценеггер играл главную роль. Чтобы не терять времени даром, Джеймс Кэмерон хотел поставить ещё один фильм, но отказался от этой идеи, так как для производства полноценного фильма у него было слишком мало времени. Поэтому он решил написать сценарий, который впоследствии был использован для фильма «Чужие» (1986).
Незадолго до начала съёмок Линда Хэмилтон сломала лодыжку, поэтому для съёмок подвижных сцен ей приходилось туго забинтовывать ногу.

#### Технические решения
В связи с ограниченностью бюджета картины режиссёр был вынужден решать, какие именно сцены фильма более всего нуждаются в снабжении специальными эффектами. Он выбрал две сцены — начальная сцена боя в будущем и заключительная сцена появления Терминатора в виде эндоскелета. Над обеими сценами работали сотрудники компании Fantasy II. Эндоскелет Терминатора был разработан и нарисован Джеймсом Кэмероном. Роль зрачков выполняли фотографические линзы. Для съёмок было изготовлено несколько версий эндоскелета: полная — в человеческий рост, бюст и руки с головой, приводимые в движение двумя кукловодами, и уменьшенная копия для покадровой анимации. Отдельно очень крупно была изготовлена часть лица и глаз для сцен, где видна работа камеры-глаза. Для финальной сцены уничтожения робота под прессом был изготовлен манекен из плотной фольги, «глазом» которого была небольшая красная лампочка (управлять пришлось как с кукольной марионеткой на нитке). «Пресс» был двумя большими кусками пенопласта, выкрашенными в стальной цвет.
Большинство автомобильных погонь снималось на нормальной скорости, а затем при монтаже их скорость увеличивали. Сцена, в которой Шварценеггер разбивает лобовое стекло машины с сидящей в ней Сарой и Ризом, снималась при неподвижном автомобиле. Поскольку разбить такое стекло было не под силу даже Шварценеггеру, ему сделали на правую руку металлическую накладку с гидравлическим приводом. Сам актёр при этом был жёстко закреплён на капоте, машина стояла на месте (потому что нужно было управлять его рукой за пределами машины). Эффект движения машины был достигнут за счёт того, что на заднем плане во время съёмки в обратную сторону проезжал грузовик с подвешенной бутафорской стеной. Изначально предполагалось, что сцены путешествий во времени будут состоять только из нескольких электрических вспышек. В одной из сцен используется грузовик с цистерной. Изначально Кэмерон хотел взорвать настоящий, но власти Лос-Анджелеса запретили это, так как съёмки проходили в центре города, да ещё и рядом с полицейским складом оружия. В итоге взрыв цистерны снимали в студии при помощи уменьшенной копии грузовика длиной два с половиной метра. Эффект реальности происходящего создавался ускоренной съёмкой с частотой 120 кадров в секунду. Убегающая от взрыва Сара была затем добавлена с помощью рирпроекции, когда в тёмной студии на просветный экран проецировались заранее снятые кадры взрыва грузовика, а камера снимала на фоне этого экрана бегущую Линду Хэмилтон. Всего взорвали два грузовика, так как в первый раз произошла неожиданная вещь, чтобы грузовик покатился его тянули за специальный шнур, но грузовик оказался хлипким и у него оторвался «передний мост», за который его привязали, а пиротехник, не заметив это, подорвал «цистерну».
Чтобы не брать в аренду дорогую операторскую тележку (англ. «dolly»), оператор Адам Гринберг импровизировал: вёл «съёмки с тележки», сидя со своей ручной камерой в инвалидной коляске, которую с большой скоростью толкал руками другой человек.
Прокатные фильмокопии были отпечатаны контактным способом в том же формате. Длина фильма составила 2935 метров в обычной версии и 2924 в сокращённой. Оригинальная фонограмма — оптическая одноканальная по системе Dolby.

### Звуковое оформление
Хотя в 1984 году уже можно было снимать фильмы со стереофоническим звучанием, из-за бюджетных ограничений «Терминатор» был сделан с использованием монофонического звука.
Для создания музыки Брэд Фидель использовал десятиголосный синтезатор Prophet 10, который после 1980 года был снят с производства, а также один из первых сэмплеров — музыкальный компьютер Fairlight CMI. Саундтрек к «Терминатору» записывался на самой продвинутой в те годы звукозаписывающей студии Glen Glenn Sound, основанной ветераном звукорежиссуры Гленом Гленном. Несмотря на отдельные цифровые спецэффекты и электронную музыку, для записи использовалась традиционная аналоговая технология, и фильм в прокат был выпущен с моно-дорожкой.

## Сборы
Картина вышла в прокат 26 октября 1984 года. При скромном бюджете в 6,4 млн долларов фильм многократно окупился. В США он собрал 38,4 млн долларов и занял 9-е место в прокате 1984 года. Сборы в остальном мире составили 40 млн долларов.

## Награды и номинации
| Год  | Премия | Категория                          | Номинанты                      | Результат |
| ---- | ------ | ---------------------------------- | ------------------------------ | --------- |
| 1985 | Сатурн | Лучший научно-фантастический фильм |                                | Победа    |
| 1985 | Сатурн | Лучший киноактёр                   | Арнольд Шварценеггер           | Номинация |
| 1985 | Сатурн | Лучшая киноактриса                 | Линда Хэмилтон                 | Номинация |
| 1985 | Сатурн | Лучший режиссёр                    | Джеймс Кэмерон                 | Номинация |
| 1985 | Сатурн | Лучший сценарий                    | Джеймс Кэмерон и Гэйл Энн Хёрд | Победа    |
| 1985 | Сатурн | Лучший грим                        | Стэн Уинстон                   | Победа    |
| 1985 | Сатурн | Лучшая музыка                      | Брэд Фидель                    | Номинация |

Фильм также получил Гран-При Международного фестиваля фантастических фильмов в Авориазе (Франция).
В 2008 году был включён Библиотекой Конгресса США в список фильмов, признанных культурным достоянием США.

## Отзывы и критика
Стивен Росс писал, что фильм «Терминатор» во многом отражал политику президента Рональда Рейгана, объявившего программу «Стратегическая оборонная инициатива» на случай возможной ядерной войны с СССР. Систему «Скайнет» критик ассоциировал с Советским Союзом. Он также высказал мнение, что успех фильма заставил Шварценеггера задуматься о политическом будущем. Даниэль Динелло же посчитал, что прототипом «Скайнета», первоначально предназначавшегося для защиты от ядерных ударов, стала именно «Стратегическая оборонная инициатива». Он также утверждал, что война людей и машин в фильме представлена как борьба Кайла Риза и Сары Коннор с Терминатором. Майкл Хиршорн из журнала Esquire назвал фильм «приступом рейгановской паранойи».
Схожее мнение высказал и критик газеты Los Angeles Times Чарльз Чамплин. Говард Хендрикс в своём исследовании сравнил Кайла Риза с Мессией, а Сару Коннор — с Девой Марией. Многие критики говорили о том, что внешний вид и поведение Терминатора заметно подчёркивают его непохожесть на обычного человека.
Джеймс Роман провёл сравнение фильмов «Терминатор» и «Бегущий по лезвию» и выявил некоторые сходства — футуристический сюжет, угроза человечеству со стороны роботов, преследование с целью уничтожения. Специалист также отметил, что оба фильма оканчиваются надеждой героев на лучшее. Вместе с тем в статье What is it to be human? Blade Runner and Dark City авторства Деборы Найт и Джорджа Макнайта говорится о разной проблематике этих двух фильмов.
Питер Брэдшоу пишет, что спустя 31 год (2015) сенсационный научно-фантастический триллер Джеймса Кэмерона проходит проверку временем, вызывая невероятный подъём и стремительное волнение. Благодаря этой картине, Кэмерон может встать рядом с Карпентером и Спилбергом. К сожалению кинокритика, она породила ряд бессмысленных и низкокачественных сиквелов, но первый «Терминатор» выдерживает испытание. Брэдшоу заметил: «У T1 такая повествовательная мощь, что вы не будете беспокоиться о том, как „машины“ якобы восстали из пепла будущей ядерной войны или как были изобретены путешествия во времени, очевидно доступные и угнетателям, и мятежникам». Выбор Арнольда Шварценеггера на главную роль был гениальным ходом и удачей. Без него фильм представляется немыслимым. Финальная сцена погони иногда может выглядеть в духе Харрихаузена, но потрясающие металлический череп и оторванная рука, ползущие, как сумасшедшее насекомое-мутант, с хриплым гидравлическим звуком, приводят к выводу, что это классический боевик 1980-х.
Андрей Гаврилов назвал первый фильм хорошим, но поскольку «это просто стрелялка», он уступает второй части, которая по мнению переводчика глубже и интереснее. Когда вышел первый «Терминатор», в русском языке не было такого слова. Английское происходит от глагола to terminate — «покончить». В русском лексиконе есть слово «убивать». Первый вариант перевода — «Киборг-убийца» (известный в Советском Союзе в озвучивании Леонида Володарского) возник именно потому, что было непонятно, как трактовать оригинальное название. Когда появилось продолжение, стало ясно, что для русской речи хорошо подходит «Терминатор», а не «Киборг-убийца 2». По словам Гаврилова, «конечно, фильм мог называться „Убивец“ — но согласитесь, что фильму со Шварценеггером этот вариант совсем не подходит». Кроме того, обе части вышли в период существования жёсткой полярной системы. Гаврилов также подчёркивает: в кино не было идеи, что именно Советский Союз уничтожил Америку. В действительности ядерная война могла начаться в 1983 году, когда в СССР произошло ложное срабатывание системы предупреждения о ракетном нападении.

## I’ll be back
Фраза Терминатора «I’ll be back» (с англ. — «Я вернусь») впоследствии стала очень популярна и неоднократно занимала высокие места в рейтингах цитат. По версии American Film Institute она заняла 37 место в списке «100 лучших цитат из художественных фильмов», а по результатам опроса, в котором приняло участие более 2000 посетителей сайта myfilms.com, — первое место в списке самых любимых реплик кинозрителей.
В сценарии фраза была иной: «I’ll come back». Она присутствовала во всех вариантах сценариев, вплоть до финального. По одной версии, в самый последний момент она была кем-то заменена на «I’ll be back»; по другой версии, сам Арнольд Шварценеггер, тогда ещё не слишком хорошо говоривший по-английски, во время съёмки оговорился, но Кэмерону оговорка понравилась и он оставил её в фильме. Фраза стала визитной карточкой Шварценеггера, он произнёс её в одиннадцати своих последующих фильмах и неоднократно использовал в публичных выступлениях во время своей избирательной кампании и нахождении на посту губернатора Калифорнии.

## Парадокс путешествия во времени
Все события, показанные в фильме, представляют собой замкнутую временну́ю петлю, в которой действия, совершаемые героями, не могут привести к изменению будущего, поскольку уже являются его частью.
Роберт Делфи и Кеннет Шихан в эссе «Неудачное время: метафизика терминатора» в сборнике «Терминатор и философия» отмечают, что в сюжетной линии фильма существуют две интересные проблемы. Первая из них заключается в том, что Кайл Риз входит в машину времени после Терминатора. В этом смысле его можно сравнить с бегуном, который явился на стадион спустя час после начала соревнования. Теоретически он всё ещё может рассчитывать на победу, но очевидно едва ли сможет помешать тому бегуну, который стартовал вовремя. Второй проблемой является вопрос, кто был отцом Джона Коннора до Риза. По мнению авторов, нет никакого способа объяснить замкнутый круг, кроме предположения, что у Джона Коннора существовало два разных отца. Первоначально им мог быть обычный человек, возможно, Стэн Морски — парень Сары, упоминаемый в фильме. В свою очередь, это поднимает проблему личностной идентичности Джона, ведь без Риза он очевидно будет другим человеком, и не ясно, что тогда является источником его лидерских качеств. В более широком плане это заставляет задуматься над вопросом, что происходит с будущим, когда путешественникам во времени удаётся его изменить: перестают ли существовать прежние люди и события или ответвляется параллельная вселенная.

## Предшественники
Сюжетные совпадения стали причиной судебного иска со стороны американского писателя-фантаста Харлана Эллисона. В его рассказе «Солдат» (1957) повествуется о пехотинце, который из апокалиптической войны попадает в наше время. Выслушав его рассказы, политики приходят в ужас и решают, что теперь сделают всё возможное, чтобы избежать страшного будущего, однако финал рассказа остаётся тревожно неопределённым: неясно, не приведут ли принятые меры к тому самому развитию событий. В сценарии «Демон со стеклянной рукой» (1964) человечество будущего порабощено инопланетной расой, и единственный уцелевший человек спасается от преследования в далёком прошлом. С собой он носит обломок таинственной стеклянной руки. Также Эллисон утверждал, что в его рассказе «У меня нет рта, но я должен кричать» описан аналог «Скайнета» — разумный компьютер, уничтоживший человечество. Два первых рассказа были экранизированы в телевизионном сериале «Внешние пределы» (1963—1965). Продюсеры фильма решили урегулировать спор без судебного разбирательства: выплатили Эллисону неназванную сумму, и при выходе фильма на видео он был указан как один из авторов сюжета.

## Продолжения
В 1984 году вышла одноимённая книга, написанная давним другом Джеймса Кэмерона Рэнделом Фрейксом в соавторстве со сценаристом Уильямом Вишером (переведена на русский язык в 1993 году). Существует ещё одна новеллизация, написанная британским писателем Шоном Хатсоном в 1984 году (на русский не переводилась).
В 1991 году Джеймс Кэмерон снял более масштабное продолжение «Терминатор-2: Судный день». В 1996 году при участии Кэмерона и команды создателей первых фильмов в Лос-Анджелесе был запущен 3D-аттракцион «Терминатор: Битва сквозь время», для которого Арнольд Шварценеггер, Эдвард Ферлонг и Роберт Патрик (актёры, игравшие в «Терминаторе 2») специально снялись в 12-минутном кинофильме, повествующем о войне будущего.
В 2003 году на экраны вышел третий фильм саги — «Терминатор 3: Восстание машин» Джонатана Мостоу, созданный другой командой, но по-прежнему со Шварценеггером в главной роли (из оригинального актёрского состава в фильме также принял участие Эрл Боэн в камео доктора Силбермана).
В 2009 году состоялась премьера фильма Макджи «Терминатор: Да придёт спаситель» с Кристианом Бейлом в роли Джона Коннора и Антоном Ельчиным в роли молодого Кайла Риза. Лицо Шварценеггера в качестве облика Терминатора было воссоздано с помощью компьютерных технологий. Кроме того, в 2008 году был снят телевизионный сериал «Терминатор: Хроники Сары Коннор» (в российском показе «Терминатор: Битва за будущее»). Его сюжет представляет собой самостоятельное продолжение второй части, игнорирующее события третьего фильма. Сериал был закрыт после второго сезона из-за низких рейтингов.
В 2015 году вышел фильм Алана Тейлора «Терминатор: Генезис» с Шварценеггером, Эмилией Кларк, Джейсоном Кларком и Джайем Кортни в главных ролях. Фильм перечёркивает события второго, третьего и четвёртого фильма киносаги и показывает события первого фильма в видоизменённой временной линии. Также в фильме присутствует компьютерная модель молодого Арнольда Шварценеггера.
В марте 2016 года Арнольд Шварценеггер объявил о предстоящих съёмках шестой части. В июне 2018 года режиссёром Тимом Миллером были начаты съёмки фильма «Терминатор: Тёмные судьбы». Мировая премьера состоялась 31 октября 2019 года, который позиционируется как альтернативный сиквел ленты «Терминатор 2: Судный день», сюжетно не связанный с «Т2 3-D: Битва сквозь время», «Терминатор 3: Восстание машин», другими фильмами франшизы и телесериалом «Терминатор: Битва за будущее».